# Statuia ecvestră a lui Carol I din București

Statuia realizată în 2010 de Florin Codre

Statuia ecvestră a Regelui Carol I din București se găsește în Piața Revoluției, între Palatul Regal, ce găzduiește în prezent Muzeul Național de Artă al României, și Palatul Fundației Universitare Carol I (sediul Fundațiilor Regale, care găzduiește Biblioteca Centrală Universitară). Statuia din bronz are o greutate de 13 tone și o înălțime totală de 13 metri, din care 7 metri statuia propriu-zisă și 6 metri soclul.

## Istoric

Statuia realizată în 1939 de Ivan Meštrović

În 1936 s-a organizat la București un concurs pentru realizarea monumentelor ecvestre ale regilor Carol I și Ferdinand. La concurs a participat și Constantin Baraschi, proiectul său fiind acum expus la Muzeul județean de artă din Ploiești. Concursul a fost câștigat în ambele cazuri de către Oscar Han dar comanda a fost acordată până la urmă pentru execuție sculptorului croat Ivan Meštrović, pentru ambele monumente.
Statuia ecvestră a Regelui Carol I al României, realizată de Ivan Meštrović, a fost inaugurată la 10 mai 1939, de Ziua Națională a României, în prezența Regelui Carol al II-lea al României și a Marelui Voevod Mihai (viitorul rege Mihai al României), dată la care se împlineau și 100 de ani de la nașterea lui Carol I.
Deși Carol I nu a murit propriu-zis din cauza rănilor dobândite în război, calul său este totuși reprezentat cu un picior din față în aer, ceea ce înseamnă, potrivit regulilor heraldice, că personajul înfățișat a murit din cauza rănilor de război. Moartea regelui Carol I, intervenită subit în 27 septembrie/10 octombrie 1914, a fost atribuită rănilor sale sufletești, în contextul izbucnirii Primului Război Mondial, când țara sa adoptivă, România, a ales să lupte împotriva țării sale natale, Germania.
După dezvelirea statuii plasate între Palatul Regal și Palatul Cărții - Fundația Universitară - sărbătorirea s-a desfășurat conform unei vechi tradiții: la ora 11 o ceremonie religioasă, apoi discursul lui Armand Călinescu și cel al regelui. A urmat o defilare. Trupe și câte o companie din toate unitățile din București care existau și în vremea lui Carol I. În încheiere au defilat funcționarii, femei și bărbați îmbrăcați în uniforma albastră a recent înființatului Front al Renașterii Naționale. Printre cei prezenți la inaugurarea statuii se afla și Nicolae Iorga, în uniformă de consilier regal. Festivitățile sunt încheiate cu un banchet.
În noaptea de 30 spre 31 decembrie 1947, imediat după ce Regele Mihai a semnat abdicarea forțată și România a devenit Republica Populară Română, comuniștii au dat jos de pe soclu statuia.
Sculptorul Dimitrie Demu, care a asistat la demolarea statuii primului rege al României, relatează cele văzute:
„O armată de muncitori trebăluia în jurul statuii ecvestre a lui Carol I, capodopera a celebrului sculptor iugoslav Ivan Mestrovici. Pieptul puternicului cal de bronz fusese închingat. Un lanț lung și gros îl lega de un tanc greu al armatei, care trăgea cu disperare să-l răstoarne. Zgâlțâiturile repetate biruiră în sfârșit statuia. Picioarele metalice se îndoiră și statuia se zdrobi de pavaj. După care, tancul o târî într-un zgomot de pietre smulse și un puternic scrâșnet de metal târât pe asfalt.”—Dimitrie Demu
După demolare, statuia mutilată a ajuns din Piața Palatului în curtea Pirotehniei armatei, devenită ulterior Garajele Grozăvești. Mai târziu, statuia a fost topită, iar din bronzul ei a fost turnată Statuia lui Lenin din București , realizată de sculptorul Boris Caragea, care a stat în parcul din fața Casei Scânteii din 21 septembrie 1960 până în 3 martie 1990, când clădirea fusese deja redenumită Casa Presei Libere.
Există informații, neconfirmate însă prin documente, că nu întreaga statuie a fost topită, ci doar Regele Carol I, calul fiind păstrat și "reciclat" în Statuia generalissimului Aleksandr Suvorov, din satul Dragosloveni, statuie ecvestră, terminată în 1957 de Marius Butunoiu și inaugurată în 1959, considerată a fi prima reprezentare ecvestră realizată de un sculptor român. Monumentul se află pe un pinten de deal, la intersecția șoselei E 85 cu DJ Dumbrăveni. Este monument istoric și este înscris în LMI 2004 cu nr.cod VN-III-m-B-06582.
Comuniștii nu au prevăzut că dl. Meštrović, stabilit în Statele Unite, va da în judecată Statul Român pentru daunele provocate operei sale de artă.
La sesizarea sculptorului și a UNESCO, a fost declanșată o acțiune judecătorească. Prin sentință internațională, România a fost condamnată la plata unei despăgubiri pentru distrugerea unei opere de patrimoniu. Autoritățile vremii credeau ca nu vor putea fi obligate la plată, dar au fost nevoite să achite milioanele de dolari, după ce o navă românească, ancorată într-un port olandez, a fost sechestrată după ce fusese încărcată cu margarină Sanella.

## Actuala statuie

Vedere din semiprofil față

Proiectul de realizare a unei noi statui a lui Carol I a fost început în martie 2007 de municipalitate, după ce în luna decembrie 2006, consilierii generali au aprobat HCGMB 254/2006 în care se prevedea amplasarea statuii lui Carol I în Piața Revoluției, adică locul unde fusese amplasată o sculptură realizată de sculptorul croat Ivan Mestrovici și care a fost distrusă în 1948 de comuniști. Executarea statuii i-a fost atribuită sculptorului Florin Codre, care, în 1976-1978, a realizat statuia lui Avram Iancu, amplasată la Târgu Mureș .
Deși Ministerul Culturii aprobase inițial un proiect pentru statuia ecvestră al lui Carol I, ce urma să fie amplasată în Piața Victoriei, respectiv în spațiul verde plantat aflat între Șoseaua Kiseleff și Bulevardul Aviatorilor, lângă Muzeul Național de Geologie, totuși în 25 aprilie 2008, macheta în mărime naturală a statuii lui Carol I, realizată de Florin Codre, a fost montată în Piața Revoluției, simularea având ca scop verificarea dimensiunii și orientării acesteia în spațiul în care a fost amplasată până în 1948 sculptura realizată de Mestrovici.
În afara proiectului Municipalității de realizare a statuii lui Carol I, a mai existat și un proiect al Ministerului Culturii și Cultelor (MCC) de refacere a statuii lui Carol I, după schițele lui Mestrovici, anunțat în 2006, însă drepturile de autor pentru executarea proiectului a fi trebuit cumpărate de la cei patru moștenitori ai lui Ivan Mestrovici. Deși s-au dus tratative, negocierile pentru cumpărarea drepturilor de autor au eșuat, din cauza neînțelegerilor dintre urmașii lui Mestrovici. 
Profesoara universitară de limbi clasice Rumiana Mestrovic, al cărei soț este Matthew Mestrovic, fiul autorului sculpturii inițiale a lui Carol I, Ivan Mestrovic, a susținut că macheta lui Codre „arată ca statuia lui Mestrovic după o operație estetică!“, deci că ar fi un plagiat, fiind copiată de Florin Codre după statuia inițială a lui Carol I.
Într-un interviu, Florin Codre a respins acuzația de plagiat, afirmând că printr-o expertiză reală, se poate constata cu ușurință, comparând statuia sa cu fotografiile statuii lui Mestrović, că la actuala machetă calul este puternic prin felul în care se înscrie în spațiu și prin morfologia sa, în vreme ce calul lui Mestrović era "poetic", stilizat într-atât încât se îndepărta de morfologia unui cal. De asemenea mișcarea animalului diferă, al său e în galop, al lui Mestrović era în trap. Nu numai caii sunt foarte diferiți, ci și personajul și conceptul statuii diferă. Carol modelat de Codre este un laic de tipul eroilor greci, în timp ce Carol realizat de Mestrović este un personaj bizantin, absent din realitatea imediată. Compoziția, în ansamblu, la Codre este o piramidă, iar la Mestrović este o cruce.

Vedere din față

De asemenea, o diferență importantă e legată de înălțime și de distanța față de clădirea din spate. Statuia lui Meštrović era instalată pe un soclu de granit roșu înalt de 8 metri și era mult avansată către axul drumului. Macheta lui Florin Codre e așezată, în schimb, pe un soclu mult mai scund și foarte aproape de fațada clădirii Fundațiilor. Macheta a stat pe locul respectiv aproximativ o lună, după care, în funcție de reacțiile provocate, Primăria a decis locul definitiv al amplasării.
În afară de critici venite din toate părțile, între care și cea că domnul Codre, foarte inspirat dealtfel, a inaugurat pe 9 mai 2008 la Călărași, o altă statuie a lui Carol I care, surpriză sau nu, seamănă foarte mult cu cea care se dorește a fi amplasată la București, singurul lucru care diferă fiind vestimentația Regelui, realizarea statuii s-a mai lovit de un obstacol: artistul Florin Codre, a anunțat în 2008 că lucrarea va întârzia pentru că o parte din bronzul folosit pentru turnarea statuii lui Carol I a fost furat de la o turnătorie de artă din București, unde se realiza monumentul, fapt care ar putea duce la decalarea datei de inaugurare a acestuia, fixată pentru 1 decembrie. În noaptea de 12 spre 13 august, patru persoane au sărit gardul firmei SC REC SRL din Colentina, au legat paznicul și au furat aproape două tone de bronz, aflat în diverse statui. Printre ele și o plintă de 300 kg pe care fuseseră turnate picioarele calului lui Carol I.
Deși, până la urmă, statuia a fost terminată la timp, inaugurarea a fost totuși amânată, deoarece în ajun de Ziua Națională a României, statuia care îl reprezintă pe Regele Carol I, amplasată în Piața Revoluției, a fost vandalizată. Persoane necunoscute au scris, cu vopsea roșie, mai multe texte pe soclul statuii. Pe partea frontală a soclului era scris, cu vopsea rosie, "Cinste lui", iar pe o altă latură un mesaj pentru primarul Capitalei, căruia i se cerea demisia pentru că lucrările la Stadionul Național nu au fost finalizate, conform promisiunii sale.
În final, inaugurarea a avut loc luni 6 decembrie 2010, fiind prezenți Principesa Margareta a României, principele Radu al României Duda și primarul Capitalei, Sorin Oprescu, care au marcat momentul printr-o scurtă ceremonie, în cursul căreia a fost citit mesajul Regelui Mihai I. 
Totodată, la eveniment au participat academicienii Răzvan Theodorescu și Constantin Bălăceanu-Stolnici, foștii președinți Ion Iliescu și Emil Constantinescu, fostul premier Călin Popescu Tăriceanu.
Momentul solemn a fost marcat de Regimentul 30 Gardă „Mihai Viteazu” prin intonarea imnului național. După dezvelirea statuii lui Carol I, primarul general, Sorin Oprescu, Răzvan Theodorescu și prințul Radu de România au ținut câte un discurs în care au evocat personalitatea și rolul regelui Carol I în istoria României. Evenimentul s-a încheiat cu intonarea marșului lui Carol I.

## Filatelie
Fiecăreia din cele două statui, poșta română i-a dedicat câte o marcă poștală. Astfel, în 1939, Dimitrie Știubei a machetat o serie de mărci poștale cu ocazia Centenarului regelui Carol I, cea cu valoarea de 7 lei reprezentând, schița statuii ce urma a fi amplasată în Piața Palatului Regal.
În 2014, la împlinirea unui secol de la inaugurarea Palatului Fundației Universitare Carol I, Romfilatelia a emis o coliță și un timbru aniversar. Pe timbrul cu valoarea nominală de 9,10 lei este ilustrată fațada actualei clădiri a Bibliotecii Centrale Universitare Carol I și statuia ecvestră a regelui.

Mărci poștale românești reprezentând Statuia ecvestră a lui Carol I din București
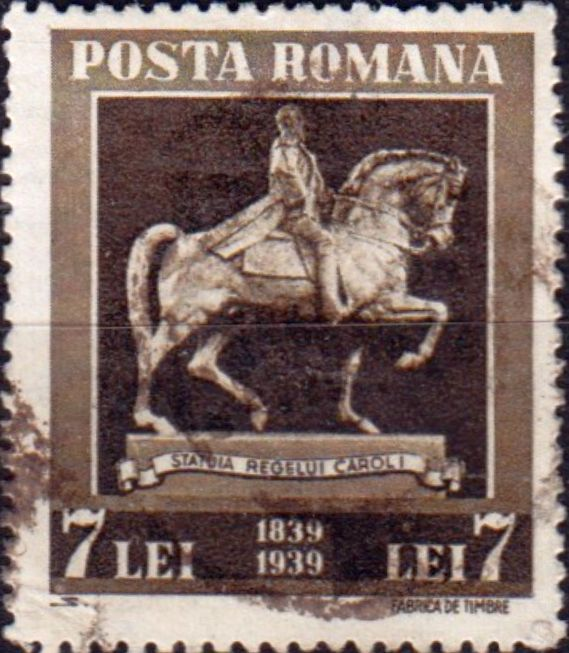
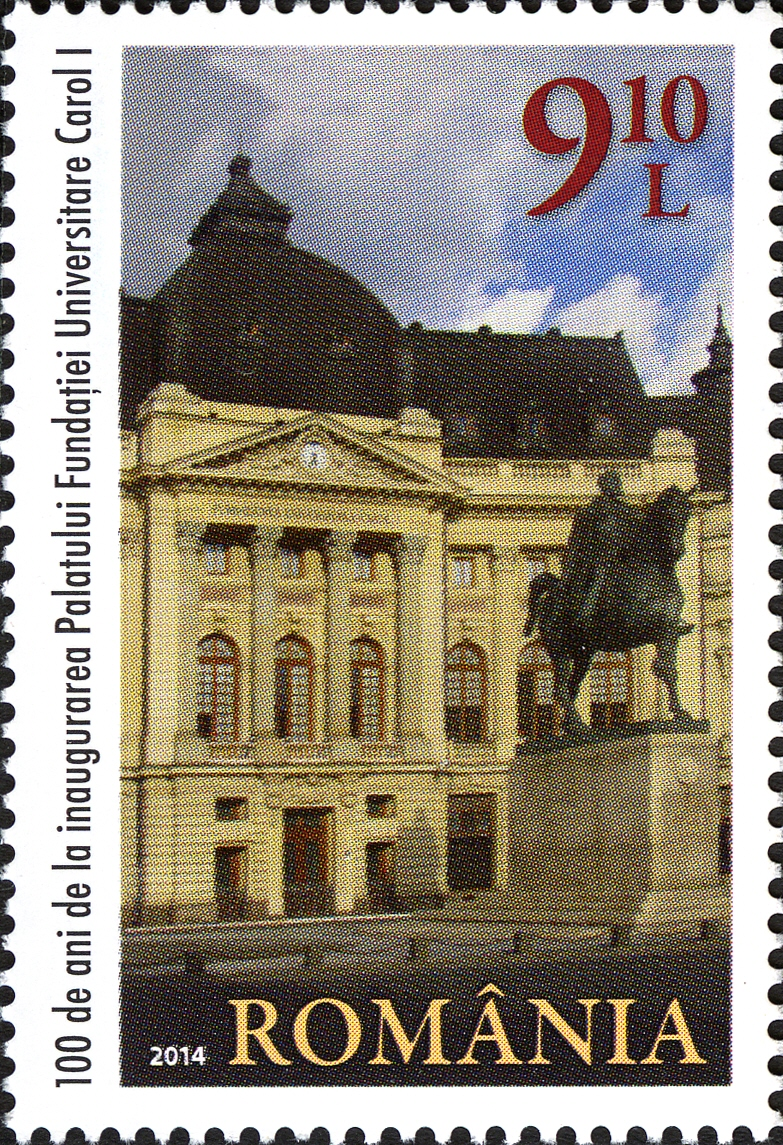

## Critici

Vedere din semiprofil spate

După prezentarea spre dezbatere publică a machetei în mărime naturală, pe adresa primăriei București au venit o serie de mesaje, majoritatea salutând inițiativa, unele din ele exprimând și critici:
- Regele pare îmbrăcat în redingotă. Ca orice alt gentilom al epocii sale. Propun să dispară redingota și să fie portretizat în tunică militară cu decorații, cum îl știm din tablouri.

Statuia ecvestră a lui Carol I, vedere spre Memorialul Renașterii

Stema anacronică a României de pe soclul Statuii ecvestre a lui Carol I

Stema României
(1872 - 1921)

- Cred că ar fi mai bine dacă Regele Carol I ar fi cu chipiul de general pe cap - pentru a nu avea aerul unui politician civil oarecare.

- Regele are mâna dreaptă lângă corp, spre deosebire de statuia inițială, care îl infățișa pe rege cu ea în șold. Varianta inițială este mult mai bună. Este impozantă, demnă, o prezență cu adevărat regală. Reprezentarea actuală, ținând cont de haina descheiată, capul gol, nu dă o imagine tocmai măreață Majestatii Sale.

- Trebuie găsită o formulă prin care regele să poarte chipiul de general. A face statuia fără a pune chipiul de general pe cap ar fi o lipsă de respect și gestul de a amplasa statuia ar avea efect contrar.

- Regele Carol I este încălțat cu cizme, dar fără pinteni, ceea ce apare vădit nefiresc pentru un militar, și încă pentru un ofițer de cavalerie de grad înalt, mai ales într-o vreme în care "arma" cavaleriei era încă o armă de bază atât în armata româna, cât și în armata altor țări avansate, și cu tradiție.

- Calul, pe care este situata statuia Regelui Carol I, stă cu coada ridicată, ca și cum ar defeca.

- Un singur detaliu delicat de formulat, dar necesar, putând trezi comentarii răuvoitoare:[judecată de valoare] din spatele armăsarului, sexul acestuia are forma unei inimi. Nu e greu de corectat.

- Pe soclul statuii este dăltuită stema regală a României, înscrisă într-un cerc. Deși aparent minoră, confuzia este jenantă: Stema de pe monument este cea din 1921, de după Marea Unire. Carol I a domnit între 1866 și 1914, când România însemna Vechiul Regat. Stema era alta, având ca punct central scutul cu provinciile istorice, nu vulturul cruciat.[26]